# كاج هندريكس
كاج هندريكس (بالهولندية: Kaj Hendriks)‏ هو مجدف هولندي، ولد في 19 أغسطس 1987 في فاخينينجن في هولندا.

## وصلات خارجية
- كاج هندريكس على موقع الاتحاد الدولي للتجديف (الإنجليزية)
- كاج هندريكس على موقع اللجنة الأولمبية الدولية (الإنجليزية)
- كاج هندريكس على موقع أوليمبيديا (الإنجليزية)